# حمام مهدی‌خانی
حمام مهدی خان مربوط به دوره قاجار است و در تبریز، خیابان ثقه الاسلام، کوچه شهید بهروزیه، پلاک ۲ واقع شده و این اثر در تاریخ ۲ آبان ۱۳۸۲ با شمارهٔ ثبت ۱۰۴۶۹ به‌عنوان یکی از آثار ملی ایران به ثبت رسیده است.
از این حمام فعلاً بعنوان کارگاه کفاشی استفاده می‌شود.